# ديف باسي
ديف باسي (بالإنجليزية: Dave Bussey)‏ هو دي جيه بريطاني، ولد في 4 أكتوبر 1952 في Drayton, Norfolk ‏ في المملكة المتحدة.